# Seek A Light
「Seek A Light」（シーク ア ライト）は、Happinessの7枚目のシングル。2014年11月19日にrhythm zoneから発売。

## 概要
- 「CD+DVD」「CDシングル」「ワンコインCD」「ミュージックカード」（8種）[※ 1]の4形態で発売[2][3]。
- 2014年9月30日に同シングルの発売が解禁[4]。前作の｢JUICY LOVE」から半年ぶりのシングルである。
- 前作同様、3曲目には過去にリリースした楽曲のセルフカバーを収録[2]。

## 収録曲

### CD+DVD
CD
1. Seek A Light
作詞：Takaki Mizoguchi　作曲：Carlos Okabe・Chris Meyer・DWB
  - テレビ朝日系「お願い！ランキング」11月度エンディングテーマソング[5]
  - 福島テレビ（フジテレビ系）「第30回東日本女子駅伝大会」応援ソング[6]
2. Come Come
作詞者：Hajime Watanabe　作曲者：Eric Palmqwist・Erik Nyholm・Niklas Hast
3. Kiss Me <2014 ver.> 
作詞者：Kiyoshi Matsuo　作曲者：Kiyoshi Matsuo・Yoshihiro Toyoshima
4. Seek A Light (Instrumental)
5. Come Come (Instrumental)
6. Kiss Me <2014 ver.> (Instrumental)

DVD
1. Seek A Light (MUSIC VIDEO)

### CDシングル
1. Seek A Light
2. Come Come
3. Kiss Me <2014 ver.>
4. Seek A Light (Instrumental)
5. Come Come (Instrumental)
6. Kiss Me <2014 ver.> (Instrumental)

### CDワンコイン
1. Seek A Light